# Fritz Moosleitner
Fritz Moosleitner (eigentlich Friedrich Moosleitner, * 19. Juli 1935 in Hallein; † 5. Mai 2022 in Salzburg) war ein österreichischer Prähistoriker und von 1985 bis 2001 Landesarchäologe von Salzburg.

## Leben
Moosleitner besuchte zwischen 1941 und 1950 die Volks- und Hauptschule in Hallein und wechselte dann auf die Realschule in Hallein. Von 1950 bis 1955 kam er an die Gewerbeschule in Salzburg und absolvierte hier eine Ausbildung zum Techniker. Von 1955 bis 1970 war er als Statiker beschäftigt. 1961 heiratete er Roswitha Wieneroither; das Ehepaar bekam 1967 einen Sohn.
1963 begann Moosleitner das Studium der Ur- und Frühgeschichte in Salzburg; seine Dissertation („Die Grabfunde des Dürrnberges“) vollendete er 1975, die Promotion fand 1976 statt. Vom 1. April 1970 bis zum 31. Dezember 2000 war er Kustos der Archäologischen Abteilung des Salzburger Museums Carolino-Augusteum. Von 1985 bis zum 31. Dezember 2001 wurde er zweiter Landesarchäologe von Salzburg. In dieser Funktion betrieb er für Salzburgs Geschichte und darüber hinaus kunstgeschichtliche Forschungen und initiierte bedeutende archäologische Grabungen. Von 1994 bis 1996 leitete er interimistisch (auch) das Salzburger Museum Carolino-Augusteum. Darüber hinaus war er bekannt als Spezialist für heimische Orchideenarten, als Fachmann für den Bergbau, als Taucher mit Beobachtungsgabe für Unterwasserflora, -fauna und -rudera und auch als geschätzter Jazz-Musiker, Buchautor, Buchgestalter und Buchliebhaber.
Bereits Pensionist, war Moosleitner 2007 an der Planung und Organisation des archäologischen Anteils an dem EU-Projekt „Ambisonta – die Herrn der Berge“ beteiligt. In diesem Projekt werden Phänomene historischer Ethnogenesen im Vergleich zwischen dem Oberpinzgau und Nordwestwales untersucht. Der Schwerpunkt liegt auf der Bronze- und frühen Eisenzeit, in welcher der Oberpinzgau, bedingt durch die ostalpinen Kupferlagerstätten, überregionale Kontakte besaß.

## Veröffentlichungen (Auswahl)
- Albrecht Altdorfer in Salzburg : Salzburger Landschaft und Architektur in den Werken des Regensburger Malers. (=Jahresschrift des Salzburg-Museum, Band 59). Salzburg 2017, ISBN 978-3-900088-85-9
- mit Stefan Winghart: Archäologie beiderseits der Salzach. Begleitheft zur gleichnamigen Ausstellung 1996/97. Colordruck, Salzburg 1996, ISBN 978-3-901014-45-1.
- Der Dürrnberg bei Hallein. Band 2: Katalog der Grabfunde aus der Hallstatt- und Latenezeit, Teil 2. C. H. Beck, München 1974, ISBN 978-3-406-00487-2.
- Amt der Salzburger Landesregierung (Landesarchäologie), gemeinsam mit dem Salzburger Museum Carolino-Augusteum (Hrsg.): Das hallstattzeitliche Gräberfeld in Uttendorf im Pinzgau. Archäologische Forschungen in der Nationalparkregion Hohe Tauern. Begleitheft zur Sonderausstellung im Vogt- oder Kastnerturm in Zell am See 1992 und im Salzburger Museum Carolino-Augusteum 1993, ISBN 978-3-901014-22-2.
- Mit Fritz Koller, Linde Moldan, Anton Puttinger, Christa Svoboda, Friederike Zaisberger, Kurt Zeller: Hallein. Portrait einer Kleinstadt. Bilddokumente zur Bau- und Kulturgeschichte der Salinenstadt. Hrsg. Ortsbildschutzkommission der Stadt Hallein in Zusammenarbeit mit dem Keltenmuseum Hallein. Hallein 1989.
- mit Manfred Kuntner: Bronzezeit im Saalfeldner Becken (= Archäologie in Salzburg. Band 1). Salzburg Museum, Salzburg 1991.
- mit Wilfried K. Kovacsovics: Führer durch die Domgrabungen in Salzburg. 2000 Jahre Baugeschichte im Zentrum der Stadt Salzburg. Salzburger Museum Carolino Augusteum, Salzburg 1987.
- Die Schnabelkanne vom Dürnberg. Ein Meisterwerk keltischer Handwerkskunst. Salzburger Museum Carolino Augusteum, Salzburg 1985, ISBN 978-3-7749-2297-6.
- Ein Siedegefäß für Salzsole vom Dürrnberg bei Hallein. In: Mitteilungen der Gesellschaft für Salzburger Landeskunde. Band 122, 1982, S. 51–56 (zobodat.at [PDF]).
- Mittelalterliche Baureste im Bereich des Mozart- und Waagplatzes in Salzburg. In Mitteilungen der Gesellschaft für Salzburger Landeskunde. Band 115, 1975, S. 249–258 (zobodat.at [PDF]).
- Ein frühmittelalterlicher Grabfund aus Salzburg-Mülln. In Mitteilungen der Gesellschaft für Salzburger Landeskunde. Band 115, 1975, S. 349–358.
- mit Ernst Penninger: Ein keltischer Blockwandbau vom Dürrnberg bei Hallein. In: Mitteilungen der Gesellschaft für Salzburger Landeskunde. Band 105, 1965, S. 47–88 (zobodat.at [PDF]).